# Hôtel-Dieu de Brie-Comte-Robert
Pour les articles homonymes, voir Hôtel-Dieu.

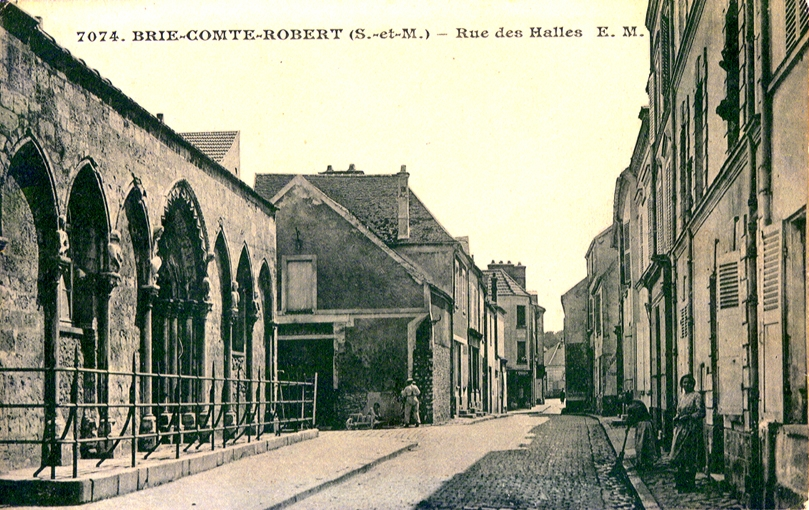
En 1900

L'hôtel-Dieu de Brie-Comte-Robert est situé dans le centre-ville de la commune de Brie-Comte-Robert, département de Seine-et-Marne, en région Île-de-France. Il a été fondé en 1208 par Robert II, comte de Dreux, seigneur de Brie, « pour recevoir les pèlerins » et bientôt les « pauvres malades ». Il a été classé aux monuments historiques en 1840.